# TZ-4K-14
TZ-4K-14 — мини-трактор производства чехословацкой фирмы «Агрострой» (чеш. Agrostroj), город Простеёв, выпускался с 1970-х по 1990-е годы. Один из первых мини-тракторов, появившихся в СССР. Получил широкое распространение. Благодаря вилке, соединяющей переднюю и заднюю части рамы, машина обладает повышенной манёвренностью. Мини-трактор может работать с широким спектром навесного оборудования.

## Описание
Мини-трактор TZ-4K-14 является развитием предшествовавшей ему модели TZ-4K-10. Он был одним из первых мини-тракторов, которые начали закупаться (в конце 1970-х годов) Советским Союзом. Машина использовалась для строительства объектов при подготовке к Олимпиаде 1980 года в Москве. Модель была достаточно удачной и приобрела известность в СССР. Предпринимались попытки использовать её в качестве образца для создания советского мини-трактора; так, в конце 1980-х годов производственное объединение «Таллэкс» разработало на основе TZ-4K-14 аналогичную модель, выпущенную пробной партией под индексом MA-6210.
Мини-трактор ТЗ-4К-14 представляет собой двухосную четырёхколёсную полноприводную сельскохозяйственную машину малой мощности. Передний и задний мосты соединены с помощью поворотной вилки. При повороте руля мосты могут поворачиваться друг относительно друга в горизонтальной плоскости на углы до 45° градусов влево и вправо, что придаёт трактору повышенную манёвренность (радиус разворота — всего 1,9 метра). Вилка допускает также повороты в вертикальной плоскости на углы до 11° вверх и вниз, что позволяет отслеживать неровности поверхности, по которой движется машина. Колея трактора может изменяться бесступенчато в пределах 700—1000 мм.
Трактор оснащён одноцилиндровым двухтактным дизельным двигателем с воздушным охлаждением. Пуск двигателя осуществляется от электрического стартера или вручную. Коробка передач содержит четыре реверсивные передачи для переднего и заднего хода. Оба моста оснащены дифференциалами, передний дифференциал может блокироваться. Трактор оборудуется двумя независимыми тормозными системами: имеется ручной передний тормоз и ножной задний.
Трактор может использоваться с рядом навесных орудий, при этом возможно гидравлическое управление навесным оборудованием. Трактор может также использоваться в качестве стационарного приводного агрегата.

## Навесное оборудование
Мини-трактор ТЗ-4К-14 может оснащаться следующим навесным оборудованием:
- Самосвальным прицепом
- Косилкой
- Бульдозерным отвалом
- Подметательной машиной
- Навесной фрезой
- Рыхлителем
- Жаткой
- Оборотным плугом
- Культиватором.